# Loureedia phoenixi
Espèce
Loureedia phoenixi est une espèce d'araignées aranéomorphes de la famille des Eresidae.

## Distribution
Cette espèce est endémique d'Iran. Elle se rencontre dans les provinces d'Alborz, de Téhéran, de Kerman et de Fars.

## Description
Le mâle holotype mesure 8,35 mm.

## Étymologie
Cette espèce est nommée en l'honneur de Joaquin Phoenix.

## Publication originale
- Zamani & Marusik, 2020 : A new and easternmost species of Loureedia (Aranei: Eresidae) from Iran. Arthropoda Selecta, vol. 29, no 2, p. 239-243 (texte intégral).